# KSC Keerbergen
KSC Keerbergen is een Belgische voetbalclub uit Keerbergen. De club is aangesloten bij de KBVB met stamnummer 6023 en heeft blauw-wit als kleuren. KSC Keerbergen speelt al heel zijn geschiedenis in de provinciale reeksen.

## Geschiedenis
De club werd opgericht in 1957 als SC Brabantse Kempen. Het was de tweede club in de gemeente, want in Keerbergen speelde toen reeds Nooit Verwacht Lozenhoek Keerbergen (stamnummer 3823). SC Brabantse Kempen sloot aan bij de Voetbalbond. In 1957/58 speelde men nog buiten competitie, maar vanaf 1958 trad de nieuwe ploeg officieel aan in competitie. Men ging van start op het laagste niveau, toen de Derde Provinciale, met een wedstrijd tegen FC Werchter die met 1-4 werd verloren.
In 1962 slaagde de ploeg er echter in zijn reeks te winnen en zo to promoveren naar Tweede Provinciale. Men kon zich daar echter niet handhaven, en een jaar later zakte men alweer. Later zou men zelfs naar Vierde Provinciale zakken, het intussen ingevoerde laagste niveau door het stijgend aantal clubs. In 1988 kon men even terug promoveren naar Derde Provinciale, maar ook daar bleef het bij één seizoen eer men weer zakte.
In die periode raakte SC Brabantse Kempen ook in financiële problemen. Omwille van de grote schuldenberg werd op 21 oktober 1991 een nieuwe vzw opgericht. De naam van de club werd veranderd naar SC Keerbergen.
Bij het 50-jarig bestaan werd de club koninklijk en werd de clubnaam KSC Keerbergen. Eind 2010 werd de bouw van een nieuwe kantine en kleedkamers goedgekeurd.
In het seizoen 2013-2014 werd de titel behaald in vierde provinciale, de tweede in de clubhistorie en was de promotie naar derde provinciale een feit.

## Bekende spelers
- Maarten Tordoir
- Enzo Geerts
- Ilay Camara